# 제정부
제정부(諸廷富, 1956년 5월 10일 경상남도 고성 ~ )은 대한민국의 제28대 법제처장을 역임한 공무원이다. 

## 학력
- 1975년 : 마산고등학교 졸업
- 1980년 : 동아대학교 법학 학사
- 1982년 : 동아대학교 대학원 법학 석사

## 경력
- 1981년 : 제25회 행정고시 합격
- 1983년 : 법제처 법제조정실 행정사무관
- 1989년 6월 ~ 1998년 4월 : 대통령비서실 법률행정관
- 1998년 : 법제처 경제법제국 법제관
- ~ 2004년 : 법제처 행정법제국 법제관
- 2004년 : 법제처 사회문화법제국 법제심의관
- 2005년 : 법제처 경제법제국장
- 2007년 : 법제처 행정법제국장
- 2009년 : 법제처 법령해석정보국장
- 2010년 : 법제처 기획조정관
- 2011년 8월 ~ 2013년 3월 : 법제처 차장
- 2013년 3월 ~ 2017년 6월 : 법제처장
- 동아대학교 법학전문대학원 석좌교수

## 수상
- 국방부장관 표창
- 대통령 표창
- 홍조근정훈장

## 참고
| 전임 임병수 | 제17대 법제처 차장 2011년 8월 16일 ~ 2013년 3월 14일 | 후임 황상철 |

| 전임 이재원 | 제28대 법제처장 2013년 3월 14일 ~ 2017년 6월 9일 | 후임 김외숙 |